# Puchar Polski w piłce siatkowej mężczyzn (1969/1970)
Puchar Polski w piłce siatkowej mężczyzn 1969/1970 ( Puchar Polski o "Puchar Sportowca") – 14. sezon rozgrywek o siatkarski Puchar Polski, rozgrywany od 1932 roku.

## Klasyfikacja końcowa
| Miejsce | Drużyna          |
| ------- | ---------------- |
| 1.      | AZS Olsztyn      |
| 2.      | AZS-AWF Warszawa |
| 3.      | Gwardia Wrocław  |
| 4.      | Skra Warszawa    |
| 5.      | Anilana Łódź     |
| 6.      | Beskid Andrychów |